# Kowmungia flaviseta
Kowmungia flaviseta är en tvåvingeart som beskrevs av Daniel J. Bickel 1987. Kowmungia flaviseta ingår i släktet Kowmungia och familjen styltflugor. Inga underarter finns listade i Catalogue of Life.